# Jay Pecci
Jay Michael Pecci (* 26. September 1976 in Redwood City) ist ein italienischer Baseballspieler, der bei den Heidenheim Heideköpfen als Infielder spielte und Coach in der International League ist.

## Karriere
Nach seiner College-Karriere an der Universität Stanford mit zwei College-World Series-Teilnahmen (1995 und 1997) wurde Jay Pecci 1998 von den Oakland Athletics in der 11. Runde gedrafted und spielte für Oakland, die Seattle Mariners und die San Francisco Giants jeweils bis zum AAA-/AA-Level. Danach spielte der Italo-Kalifornier sechs Spielzeiten für die Gary Southshore Railcats in der Independent League, gewann zwei Meisterschaften und wurde sowohl mit dem Preis des besten Hitters als auch mit dem Preis für den besten Shortstop der „Northern League“ ausgezeichnet. 2012 spielte Pecci unter der Regie von Heidenheims damaligem Coach Mike Hartley beim italienischen Proficlub Montepaschi Grosseto, bevor er 2013 zu den Heideköpfen wechselte,  mit denen er die Deutschen Meisterschaften 2015, 2017, 2019, 2020, 2021 sowie 2019 den Sieg beim CEB Cup erringen konnte.
Mit der italienischen Nationalmannschaft nahm er am World Baseball Classic 2006 teil.
Seit 2019 ist er als Trainer in der Gulf Coast League für die Golf Coast Mets, in der South Atlantic League für die Columbia Fireflies, in der Florida State League für die St. Lucie Mets sowie in der Triple-A International League für Syracuse Mets tätig.